# ديتريش ستويان
ديتريش ستويان (بالألمانية: Dietrich Stoyan)‏ هو إحصائي ورياضياتي وأستاذ جامعي ألماني، ولد في 26 نوفمبر 1940 في برلين في ألمانيا.